# Saint-Ouen-en-Belin
Saint-Ouen-en-Belin is een gemeente in het Franse departement Sarthe (regio Pays de la Loire). De plaats maakt deel uit van het arrondissement Le Mans. Saint-Ouen-en-Belin telde op 1 januari 2022 1.325 inwoners.

## Geografie
De oppervlakte van Saint-Ouen-en-Belin bedroeg op 1 januari 2022 15,14 vierkante kilometer; de bevolkingsdichtheid was toen 87,5 inwoners per km².

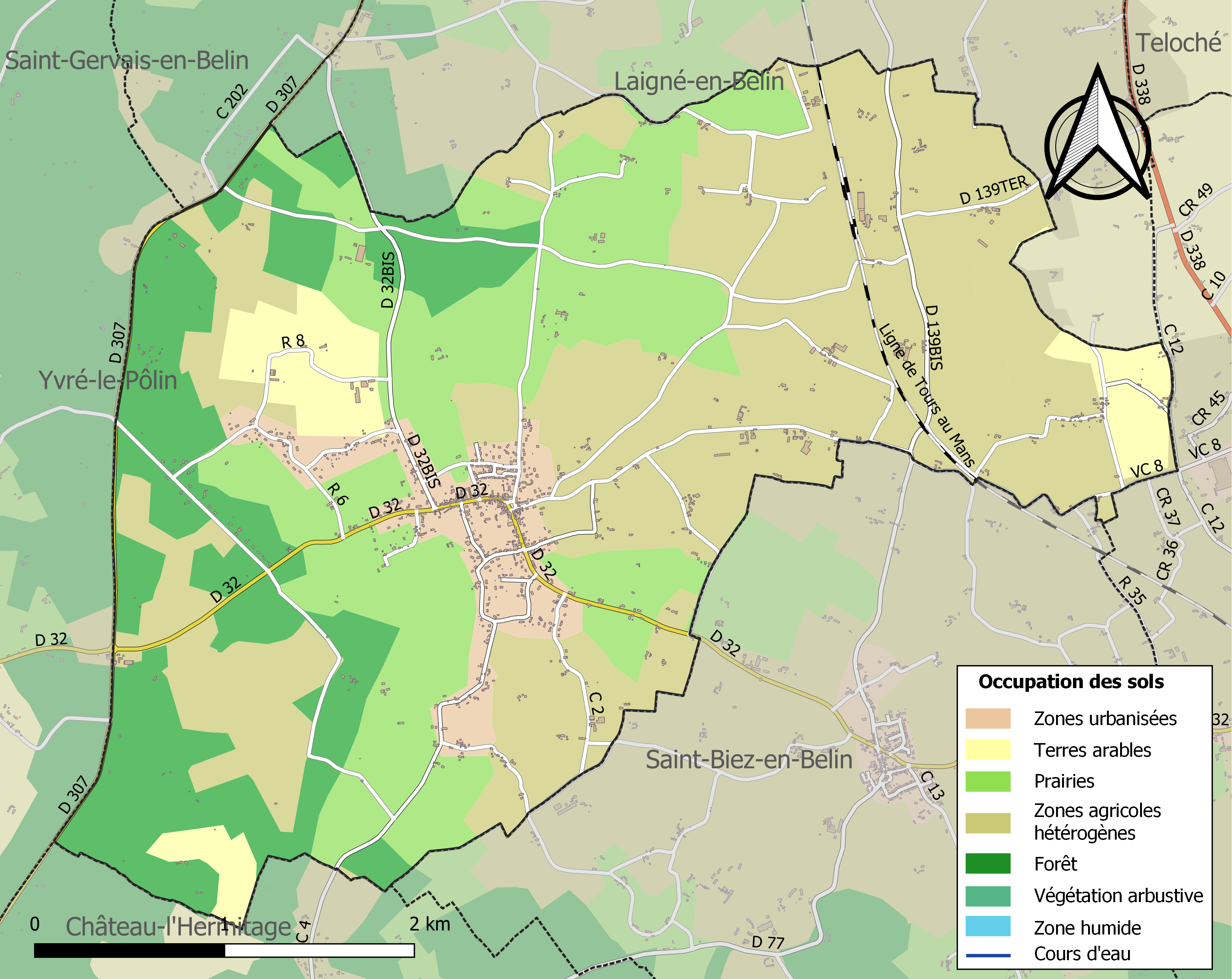
Kaart van de gemeente met de belangrijkste infrastructuur, bodemgebruik en omliggende gemeenten

## Demografie
Onderstaande figuur toont het verloop van het inwonertal (bron: INSEE-tellingen).